# بوب روبرتس (فنان)
بوب روبرتس (بالإنجليزية: Bob Roberts)‏ هو فنان أمريكي، ولد في 27 أبريل 1879 في سينسيناتي في الولايات المتحدة، وتوفي في 21 يناير 1930.

## وصلات خارجية
- بوب روبرتس على موقع ميوزك برينز (الإنجليزية)
- بوب روبرتس على موقع أول ميوزيك (الإنجليزية)
- بوب روبرتس على موقع ديسكوغز (الإنجليزية)